# Margaret White
Margaret White (1889–1977), también conocida por Margaret White Fishenden, fue una meteoróloga e investigadora industrial.
En 1910, White obtuvo una maestría en Ciencias, por la Universidad de Mánchester. Posteriormente, entre 1910 a 1911, desarrolló conferencias didácticas en el Howard Estate Observatory, Glossop; y, luego en la Universidad de Mánchester de 1911 a 1916. Y, en 1919, fue galardonada con un doctorado en Ciencias por la misma universidad.
De 1916 a 1922, fue la directora del equipo de investigación de la Junta Asesora de Contaminación del Aire de la Manchester Corporation. Su trabajo durante este tiempo incluyó la publicación de The Coal Fire (El fuego del carbón), el trabajo por el cual es más conocida.

## Obra

### Algunas publicaciones
- Margaret White Fishenden (1925). House heating: a general discussion of the relative merits of coal, coke, gas, electricity, etc., as alternative means of providing for domestic heating, cooking and hot water requirements, with especial reference to economy and efficiency [Calefacción doméstica: una discusión general de los méritos relativos del carbón, el coque, el gas, la electricidad, etc., como medios alternativos para proporcionar calefacción doméstica, cocinar y requisitos de agua caliente, con especial referencia a la economía y la eficiencia.] (en inglés). H.F. & G. Witherby. pp. 296 .

- White Fishenden, Margaret (1920). The Coal Fire: a research / by Margaret White Fishenden for the Manchester Corporation Air Pollution Advisory Board (en inglés). Londres: Her Majesty's Stationery Office. p. 120.[3]

- Margaret White Fishenden, Owen Albert Saunders (1932). The Calculation of Heat Transmission (en inglés). H. M. Stationery Office. p. 280.

- White Fishenden, Margaret; Saunders, Owen Alfred (1950). An introduction to heat transfer / by M.Fishenden and O.A.Saunders (en inglés). Oxford: Clarendon Press. p. 205.[3]